# أركان بتك قايا
أركان بتك قايا (بالتركية: Erkan Petekkaya)‏ ممثل كردي ولد في مدينة «ايلازيغ» والتي تقع في منطقة شرق الأناضول من كوردستان في 11 ديسمبر 1970، وهو مسلم الديانة وأتم تعليمه الابتدائي في إسطنبول، وفي عام 1993 تخرج في جامعة الأناضول في مدينة «اسكيشهير» من قسم المسرح في الكونسرفتوار الدولي.

## عن حياته
عمل «أركان» في المسرح الدولي في مدينة «ديار بكر» لمدة 12 سنة، بدأ العمل التلفزيوني في برنامج ترفيهي من النوع الكاميرا الخفية في عام 1994، وفي عام 1998 بدأ أول مسلسل تلفزيوني بعنوان «الأيام الجميلة»، ثم في مسلسل «طاهر ذو المرآة» عام 1999، وفي عام 2000 شارك في مسلسل «قاطع طريق حبك» ثم في عام 2003 في «البدل»، ومسلسل «المتسكع» كما قام ببطولة في فيلم تلفزيوني «العروس اليابانية» في نفس العام.
تزوج عام 2003 من المهندسة في علم الجيولوجيا ديدام دورسون، وانجب منها في عام 2004 ابن «جيم جانو».
وفي عام 2004 شارك في بطولة فيلم تلفزيوني بعنوان «قلب من حجر» وفي عام 2005 شارك الممثل المخضرم «جنيد أركين» في مسلسل «الكلب»، أما سبب شهرته الواسعة بدأت مع المسلسل الذي انتج عام 2005 «الزهرة البيضاء»، ثم في مسلسل «العاصفة الصامتة» عام 2007، وعام 2008 في «خريف الحب».
كما شارك الفنان أركان بتك قايا عام 2009 كضيف شرف في مسلسلي «أغصان الربيع» و«مزرعة الهانم». وفي منتصف عام 2009، شاركة الممثلة بيرين سات ويافوز بنجول في الفيلم السينمائي «أجنحة الليل».
مع بداية عام 2010، جسد دور المجنون «عثمان» في مسلسل «شارع زهرالعسل» ولكنه بين منتصف عامي 2010-2012 كان آدائه الأسطوري في دور القبطان «علي» في مسلسل «على مر الزمان» أكسبه العديد من الجوائز.
وقد شارك الفنان بتك قايا الصوير في مسلسل «ديلا هانم» والذي عرض في شهر سبتمبر/ايلول 2012 في على شاشات التركية كما رفع أجره إلى 60 ألف ليرة تركية (34 ألف دولار) للحلقة الواحدة، بعدما كان يحصل على أجر 22ألف دولار أمريكي في مسلسل «على مر الزمان».
وحاليا يقوم الفنان بالتمثيل في مسلسل حطام الذي عرض منه الموسم الأول في 1 ديسمبر/2014 وانتهى في 19 يونيو/2015 ويعرض الموسم الثاني حاليا اذ بدأ في 14 سبتمبر/2015 ، ويتقاضى الممثل 80 ألف ليرة تركية (26 ألف دولار) للحلقة الواحدة.

## روابط خارجية
- أركان بتك قايا على موقع IMDb (الإنجليزية)
- أركان بتك قايا على موقع قاعدة بيانات الفيلم (الإنجليزية)